# Автономова, Наталия Сергеевна
Ната́лия Серге́евна Автоно́мова (род. 29 июня 1945 года, Рязань, СССР) — советский и российский философ, историк философии и переводчик философской литературы, специалист по европейской философской мысли новейшего времени, эпистемологии, современной французской философии, психоанализу, проблемам перевода философской литературы. Доктор философских наук. Ведущий научный сотрудник Института высших гуманитарных исследований имени Е. М. Мелетинского РГГУ. Член-корреспондент Академии гуманитарных исследований. Одна из авторов «Новой философской энциклопедии».
Сестра В. С. Автономова и дальняя родственница М. Л. Гаспарова (её бабушка и мать Гаспарова были двоюродными сёстрами), автор работ, написанных в соавторстве с ним, многолетний адресат его писем.

## Биография
В 1969 году окончила романо-германское отделение филологического факультета МГУ имени М. В. Ломоносова.
В 1973 году защитила диссертацию на соискание учёной степени кандидата философских наук по теме «Философские проблемы структурного анализа в гуманитарных науках».
В 1988 году защитила диссертацию на соискание учёной степени доктора философских наук по теме «Рациональность как теоретико-познавательная проблема».
Работает в Институте философии АН СССР, ныне Институт философии РАН (с 1973), в Институте высших гуманитарных исследований при РГГУ (с 1998), руководитель программы в Международном философском коллеже (Париж, с 1998). В 1991—2001 преподавала в ряде европейских университетов (Париж, Орлеан, Безансон, Лозанна).

## Награды
- Кавалерственная дама французского Ордена заслуг (2008).
- Лауреат премии Андрея Белого в номинации «Гуманитарные исследования» (2009).

## Научные труды

### Монографии
- Философские проблемы структурного анализа в гуманитарных науках: Критический очерк концепций французского структурализма. — М., 1977. (премия Ленинского комсомола, 1978)
- Рассудок. Разум. Рациональность. — М., 1988.
- Метафора и понимание: Загадка человеческого понимания. — М., 1991.
- Познание и перевод: Опыты философии языка. — М., 2008.
- Открытая структура: Якобсон — Бахтин — Лотман — Гаспаров. — М., 2009. (премия Андрея Белого)
- Философский язык Жака Деррида. — М., 2011.

### Переводы
- Фуко М. Слова и вещи. — М., 1977; 2-е изд. — 1994.
- Шерток Л., Де Соссюр Р. Рождение психоаналитика: От Месмера к Фрейду. — М., 1991.
- Лапланш Ж., Понталис Ж.-Б. Словарь по психоанализу. — М., 1996; 2-е изд., перераб. и доп. — СПб., 2010.
- Деррида Ж. О грамматологии. — М., 2000.
- Серио П. Структура и целостность. — М., 2001.